# Bicsa Financial Center
Il Bicsa Financial Center, prima chiamata Ice Tower, poi Star Bay Tower, è un grattacielo di 68 piani a Avenida Balboa, Città di Panama. Alto 262 metri, è il terzo edificio più alto di Panama e il quarto in America Latina.

## Storia

### Ice Tower
Ice Tower è stato un progetto di un grattacielo a Panama, cancellato nel 2007. L'altezza prevista dell'edificio era di 381 metri, e avrebbe avuto 104 piani, aumentati rispetto alla proposta originale di 80 piani.
Nel marzo 2007 sono iniziati gli scavi per la costruzione della fondazione dell'edificio. Tuttavia, tre mesi dopo, nel giugno 2007, il progetto è stato annullato. Ice è il terzo progetto di grattacielo cancellato a Panama dopo la Torre Generali (cancellata nel 2001) e il Palacio de la Bahía.
Nel 2007, dopo l'installazione del rinforzo in acciaio nella fondazione, il progetto Ice Tower è stato interrotto. Al fine di prevenire la corrosione delle travi in acciaio ed essere in grado di riutilizzare la fondazione, la fondazione è stata cementata.

### Star Bay Tower
Nel maggio 2008 sono stati ripresi i lavori. Il progetto è stato quindi ribattezzato  "Star Bay Tower" dal nome di una società in via di sviluppo, Star Bay Group. Nel maggio 2009, il muro di contenimento principale è crollato. L'incidente ha danneggiato parti del marciapiede e della carreggiata adiacenti e ha causato interferenze nell'approvvigionamento idrico.
Il 10 ottobre 2012 è scoppiato un incendio nel garage dell'edificio. L'incendio è stato spento in 23 ore da circa 200 vigili del fuoco.
Nel 2013 l'edificio è stato completato. L'inaugurazione ufficiale ebbe luogo nel settembre dello stesso anno.